# Kuoresaari (ö i Mellersta Finland, Äänekoski)
Kuoresaari är en ö i Finland. Den ligger i sjön Iisjärvi och i kommunen Äänekoski i den ekonomiska regionen  Äänekoski ekonomiska region  och landskapet Mellersta Finland, i den centrala delen av landet, 300 km norr om huvudstaden Helsingfors. Öns area är 0,4 hektar och dess största längd är 80 meter i sydöst-nordvästlig riktning.